# Cayratia acuminata
Cayratia acuminata är en vinväxtart som först beskrevs av Asa Gray, och fick sitt nu gällande namn av Albert Charles Smith. Cayratia acuminata ingår i släktet Cayratia och familjen vinväxter. Inga underarter finns listade i Catalogue of Life.